# Рансен
Рансе́н (фр. Rancennes) — коммуна во Франции, находится в регионе Шампань — Арденны. Департамент коммуны — Арденны. Входит в состав кантона Живе. Округ коммуны — Шарлевиль-Мезьер.
Код INSEE коммуны — 08353.
Коммуна расположена приблизительно в 230 км к северо-востоку от Парижа, в 135 км севернее Шалон-ан-Шампани, в 40 км к северу от Шарлевиль-Мезьера.

## Население
Население коммуны на 2008 год составляло 710 человек.
| 1962 | 1968 | 1975 | 1982 | 1990 | 1999 | 2008 |
| ---- | ---- | ---- | ---- | ---- | ---- | ---- |
| 256  | 437  | 445  | 609  | 1001 | 828  | 710  |

## Экономика

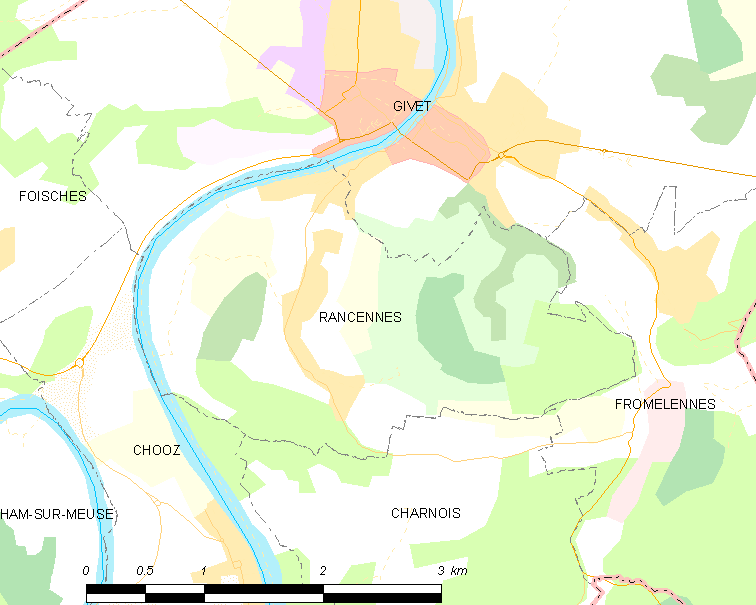
Карта коммуны

В 2007 году среди 507 человек в трудоспособном возрасте (15—64 лет) 360 были экономически активными, 147 — неактивными (показатель активности — 71,0 %, в 1999 году было 66,3 %). Из 360 активных работали 318 человек (200 мужчин и 118 женщин), безработных было 42 (13 мужчин и 29 женщин). Среди 147 неактивных 38 человек были учениками или студентами, 42 — пенсионерами, 67 были неактивными по другим причинам.